# Mutualista Açoreana
Die Mutualista Açoreana de Transportes Marítimos ist eine 1920 gegründete portugiesische Reederei mit Sitz in Ponta Delgada auf den Azoren. Sie betreibt mit Frachtschiffen einen Liniendienst zwischen dem portugiesischen Festland und den Azoren.

## Geschichte

### Gründung
Die Mutualista Açoreana entstand am 27. Dezember 1920 durch die Fusion der am 15. Juni 1918 in São Miguel gegründeten Empresa Micaelense de Transportes Marítimos und der am 8. Oktober 1919 ebenfalls dort gegründeten Empresa de Navegação Açoreana. Treibende Kraft zur Fusion und Gründung war eine Gruppe von Persönlichkeiten und Unternehmern, die von allen Inseln der Azoren stammten. Sie beabsichtigten, die Versorgung des Archipels als Alternative zu den monatlich einlaufenden Schiffen der Empresa Insulana de Navegação mit eigenen Schiffen zu verbessern. Die neue Reederei verfügte über eine breite Basis, da die Gesellschafter von allen Inseln der Azoren stammten. Die ersten Schiffe des Unternehmens waren die von den beiden Gründungsreedereien übernommenen Schoner São Jorge und Graciosa. Beide Schiffe waren etwa mit 300 Tonnen vermessen und 35 Meter lang. Während die São Jorge bereits 1923 als unwirtschaftlich verkauft wurde, sank die Graciosa 1926.

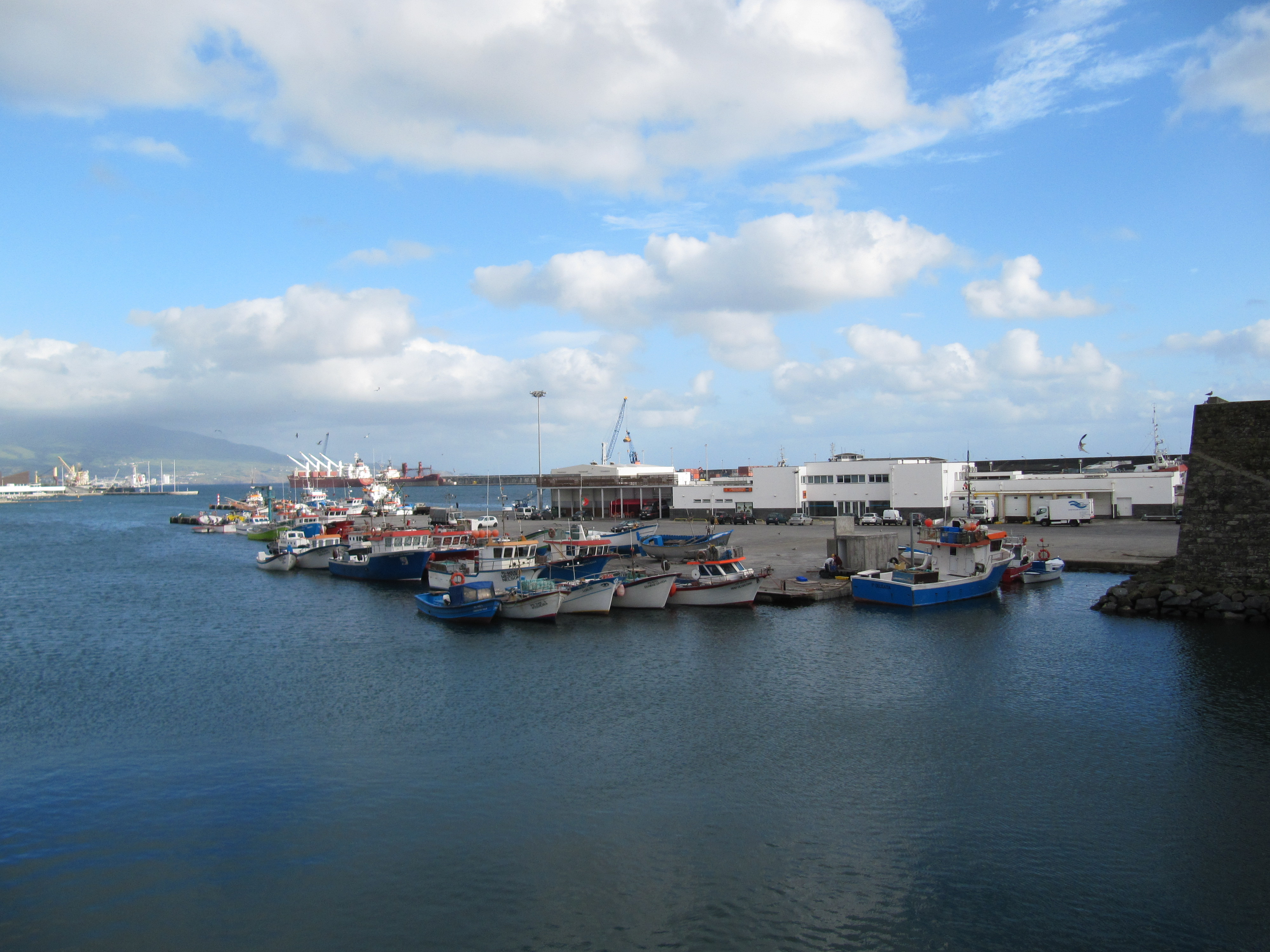
Hafen von Ponta Delgada

### Kleinreederei
Die Graciosa wurde wieder durch einen einzelnen Schoner ersetzt – die Nossa Senhora dos Anjos – und nachdem diese 1937 gesunken war, durch einen weiteren Schoner dieses Namens ersetzt, der bis 1951 in Dienst blieb. 1946 kaufte die Reederei ihr erstes Motorschiff: das kleine hölzerne Fracht- und Passagierschiff Furnas, das die amerikanischen Streitkräfte während des Zweiten Weltkrieges als Transporter auf den Azoren genutzt hatten. Zugleich begann die Reederei, die Nossa Senhora dos Anjos in einen Motorfrachter umzubauen. Die Umbauarbeiten zogen sich über zwei Jahre hin und brachten das Unternehmen an den Rand des Ruins. Überlebt hat die Reederei nur durch den Verkauf: Am 28. Oktober 1950 ging sie an die Grupo Bensaude, zu der damals auch die Reederei Empresa Insulana de Navegação gehörte.

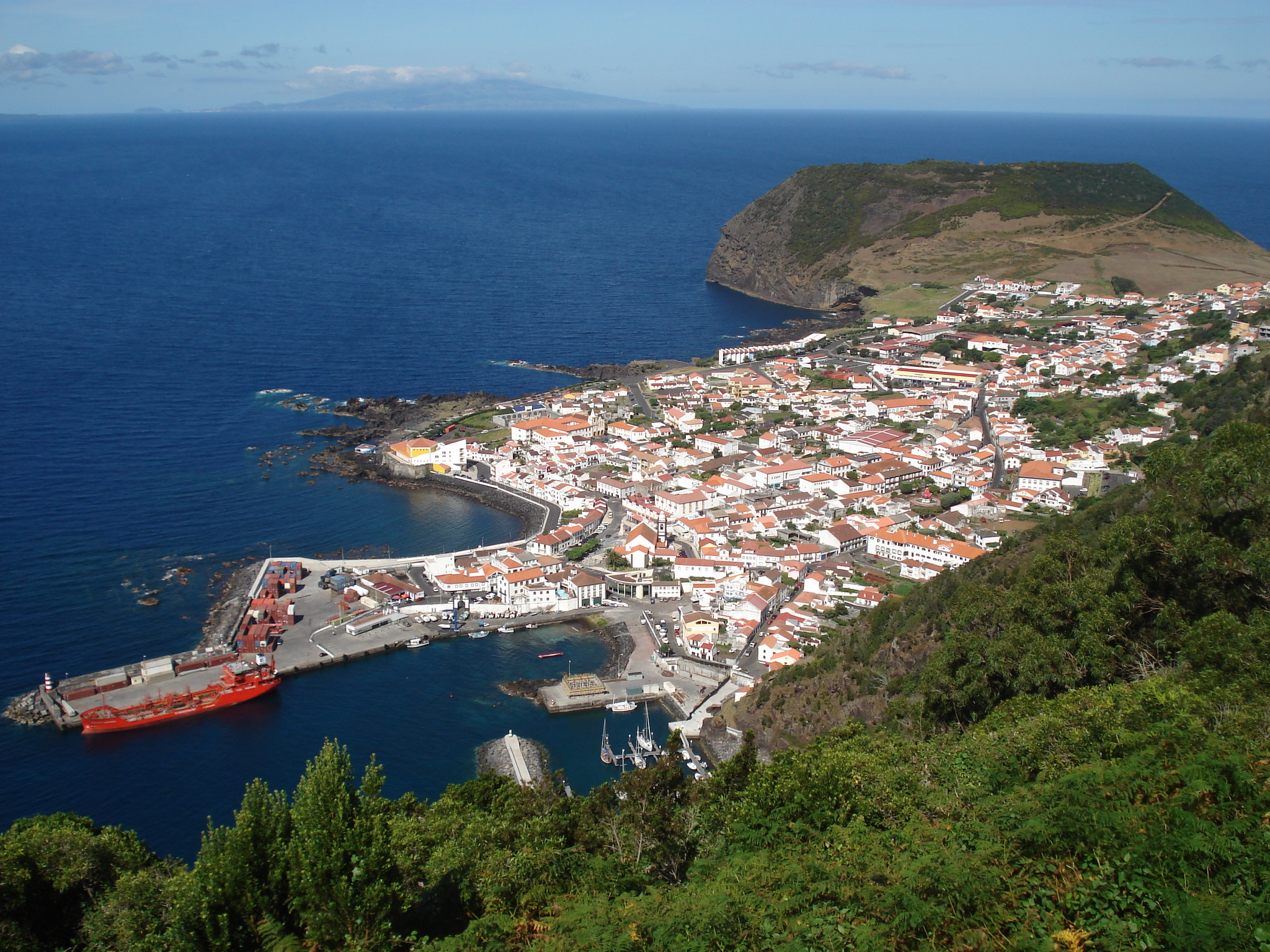
Velas mit Hafen

### Unternehmen der Grupo Bensaude
Der neue finanzstarke Eigentümer begann umgehend mit der Modernisierung und Erneuerung der Flotte: Den von 1902 stammenden und 377 BRT kleinen Schoner Nossa Senhora dos Anjos und das hölzerne und mit 207 BRT vermessene Motor- und Passagierschiff Furnas ersetzte sie 1951 durch die von der Empresa Insulana de Navegação übernommene und mehr als doppelte so große Corvo. Durch die Modernisierung und Umstrukturierungen der Mutualista Açoreana folgten zwei profitable Jahrzehnte für die Reederei.
Weiterhin bediente die Reederei die Route zwischen dem portugiesischen Festland und den Azoren im monatlichen Rhythmus und auch der kleine Schiffsbestand wurde regelmäßig modernisiert. Die Corvo gab 1958 den Namen an eine Neuerwerbung weiter und blieb als Óscar noch zwei Jahre im Dienst der Reederei. Der Corvo (2) folgte 1974 mit der Corvo 3 der erste Neubau des Unternehmens. Infolge der Nelkenrevolution 1974 und der Containerisierung im Frachtschiffverkehr stiegen die Kosten des Unternehmens und führten zeitweise erneut zu finanziellen Verlusten.

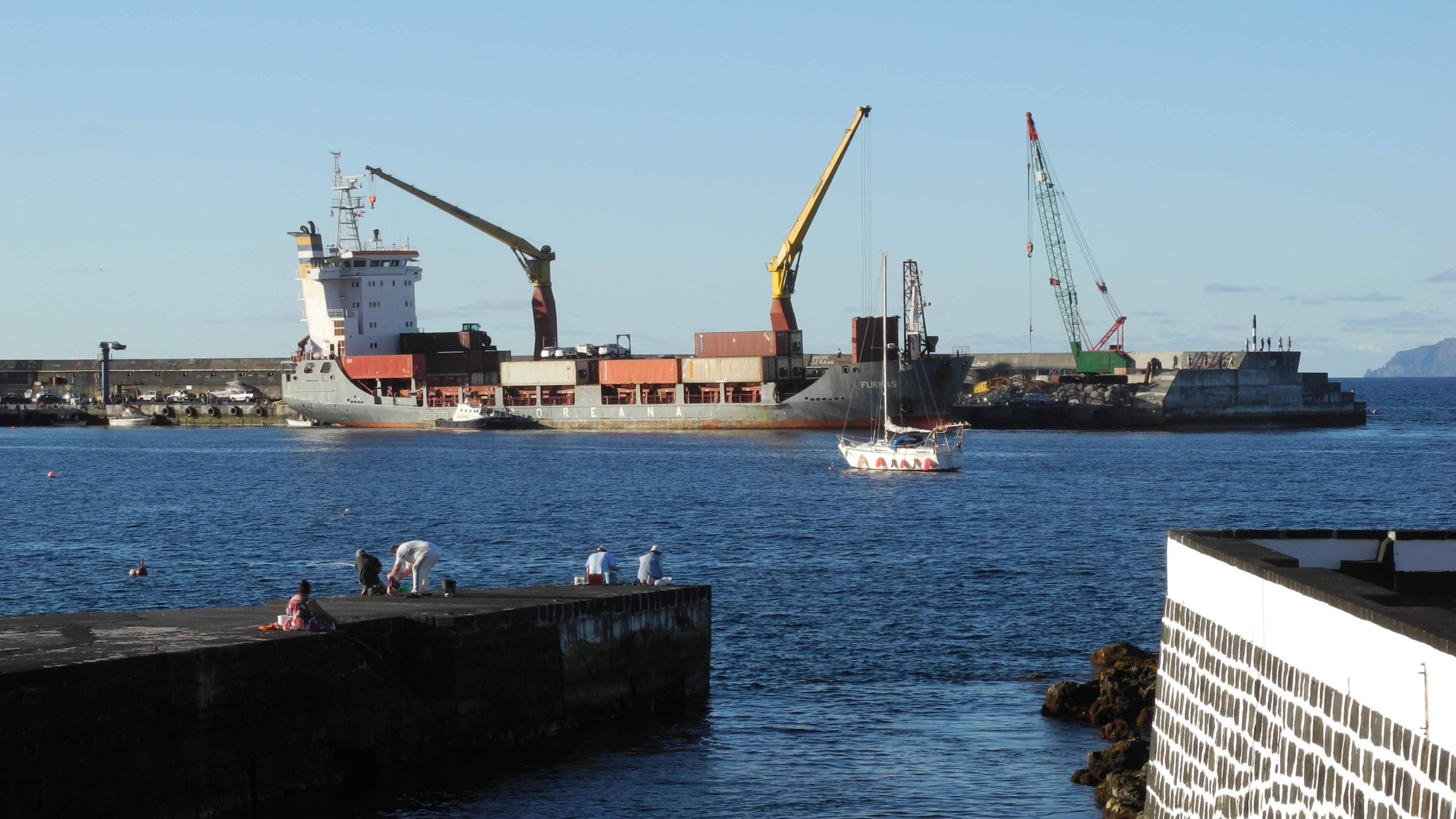
Furnas (3) im Hafen von São Roque do Pico

### Wachstum infolge der Neuausrichtung Portugals
Mit der Milhafre charterte die Mutualista Açoreana 1981 ihr erstes Containerschiff, was die ökonomische Erholung und das Wachstum der Reederei begünstigte – auch wenn das Schiff bereits 1983 sank. Der zunehmende Warenverkehr zu und von den Azoren führten in den folgenden Jahren zum Ankauf größerer Schiffe: Mit der 1985 angeschafften Acor und der 1989 zugelegten Corvo (4) brachte die Reederei zunächst zwei, ab 1991 mit der Furnas (2)  zeitweise auch drei Schiffe gleichzeitig in Fahrt. Nach Ausmusterung der Acor 1994 wurde sie 1997 durch die Acor B ersetzt.

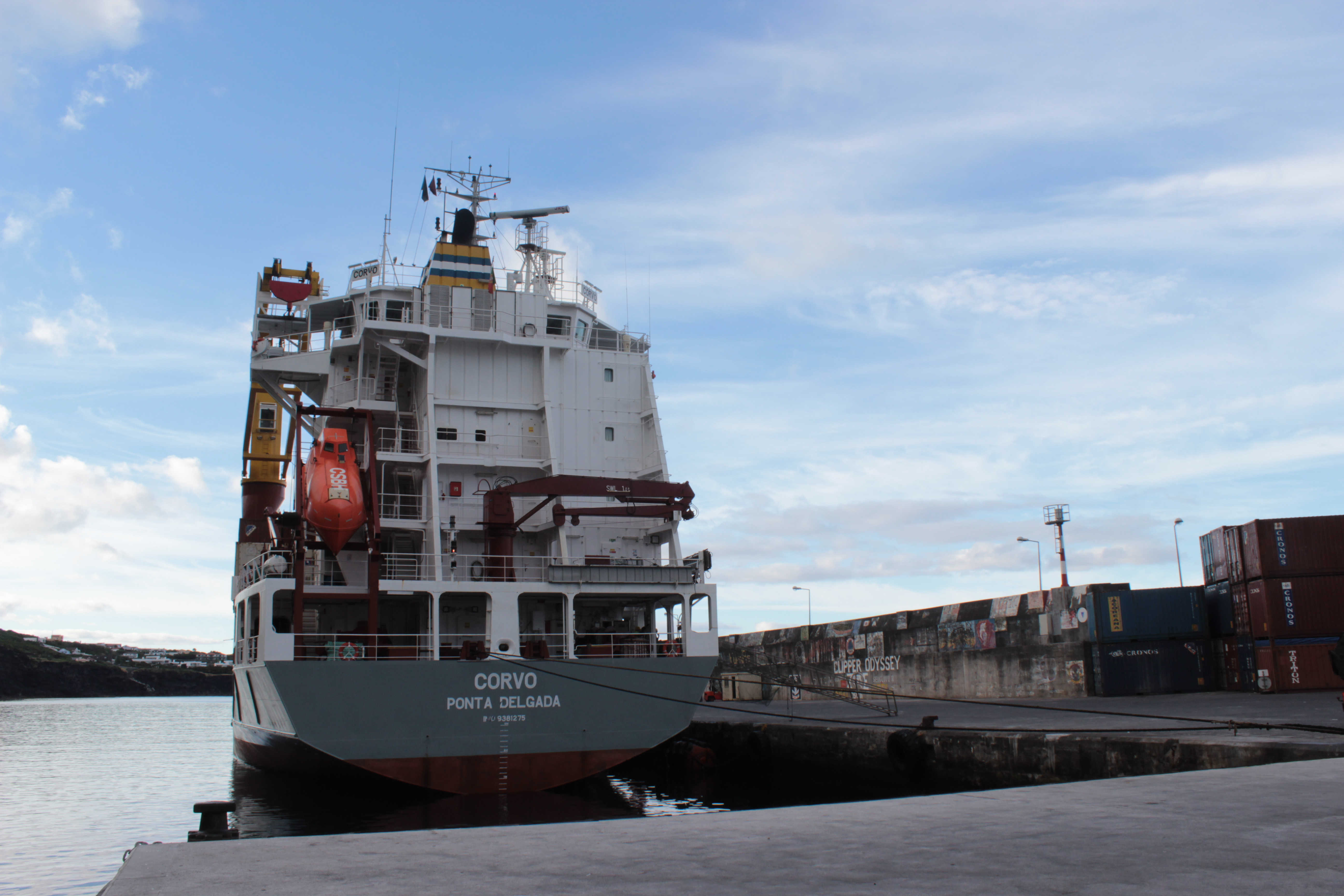
Corvo (5) im Hafen von Velas

### Situation der Reederei 2020
Im Jahr 2020 bestand die Flotte der Reederei aus der 2002 zunächst gecharterten und 2006 angekauften Furnas (3) sowie dem Neubau Corvo (5) von 2007. Die beiden Containerschiffe verbinden Lissabon, Leixões mit den Inseln São Miguel, Terceira, Faial, São Jorge und Pico im wöchentlichen Rhythmus. Darüber hinaus werden die Inseln Graciosa und Santa Maria alle 14 Tage angefahren. Neben dem Frachtverkehr verchartert die Reederei auch Container und bietet anderen Reedereien technische Schiffsverwaltungsdienste an. Im Jahr 2019 beschäftigte die Reederei 19 Angestellte und setzte 31 Millionen US-Dollar um.

## Schiffe der Reederei
| Name                        | Baujahr | Werft                                                   | Vermessung | Dienstzeit | Anmerkungen, Verbleib |
| --------------------------- | ------- | ------------------------------------------------------- | ---------- | ---------- | --- |
| São Jorge                   | 1919    | N.V. Scheepsbouwwerven v/h P.&A. Ruijtenberg, Waspik    | 275 BRT    | 1920–1923  | stählerner Dreimastschoner União Açoreana der Empresa Micaelense de Transportes Marítimos, 1920 São Jorge der Mutualista Açoreana; 19. April 1923 verkauft, griech. Maria Nomicou, 1929 Maria, 1934 ital. Vittoria, 1941 V290 der Regia Marina. 8. September 1943 gesunken, gehoben, 1947 Umbau zum Motorfrachter Vittorio; 1952 Francesa; 22. Dezember 1953 in der Adria gesunken. |
| Graciosa                    | ?       | ?                                                       | 301 BRT    | 1920–1926  | hölzerner Zweimastschoner; 27. September 1920 bei Empresa de Navegação Açoreana registriert; 27. Dezember 1920 an Mutualista Açoreana; 26. Mai 1926 nach Leckage vor São Jorge gesunken. |
| Nossa Senhora dos Anjos (1) | 1920    | E. Harris, Grand Bank/Neufundland                       | 185 BRT    | 1926–1937  | hölzerner Dreimastschoner; ex kanad. General Ironsides, 1926 Ankauf; 23. November 1937 Kollision mit Trawler Santa Clara am Tejo; 27. April 1937 nach Leckage bei São Miguel gesunken. |
| Nossa Senhora dos Anjos (2) | 1902    | Bornholms Maskinfabrik, Rønne                           | 377 BRT    | 1937–1951  | stählerner Dreimastschoner; ex dän. Johannes, 1937 Ankauf, 1947–49 Umbau zum Motorfrachter; 1952 Verkauf: portug. Labrincha (1952–1958), São Silvares (1958–1967), Amsil, 1992 abgewrackt; |
| Furnas (1)                  | 1941    | ?, Vereinigte Staaten                                   | 207 BRT    | 1946–1951  | hölzernes Fracht- und Passagiermotorschiff; als Casstis für US-Armeetransporte auf den Azoren gebaut, 1946 Ankauf: Furnas, 1951 abgewrackt. |
| Corvo (1)                   | 1919    | Pusnæs Støberi & Mek Verksted, Arendal                  | 773 BRT    | 1951–1960  | Frachtschiff in Kompositbauweise, ex norw. Truma (1919–1923), Dva (1923–1926), Martha (1926–1930); Corvo der Empresa Insulana de Navegação, 1950 Ankauf durch Mutualista; 1958 umbenannt in Óscar; 1960 Verkauf: São Silvano der Empresa de Navegação Frasil, 1965 Silnave, 1982 abgewrackt.                                                                                        |
| Corvo (2)                   | 1954    | Chantiers et Ateliers Augustin Normand, Le Havre        | 1014 BRT   | 1958–1976  | ex frz. Merignac; 1958 Ankauf: Corvo, Februar bis Mai 1969 an Empresa Insulana de Navegação verchartert; 1974 umbenannt in Maia, 1976 verkauft und umgebaut in motorlosen Leichter; ca. 1998 umgebaut in Baggerschiff; bis mind. 2012 in Betrieb. |
| Corvo (3)                   | 1974    | Estaleiros Navais do Mondego, Figueira da Foz           | 950 BRZ    | 1974–1986  | erster Neubau der Reederei, 1985 aufgelegt, 1986 verkauft: maltes. Ravens für kuban. Reederei; 2007 in Fahrt. |
| Milhafre                    | 1978    | Heinrich Brand Schiffswerft, Oldenburg                  | 999 BRZ    | 1981–1983  | ex dt. Marina Heeren, 1980 von Empresa de Navegação Madeirense, 1981–1983 von Mutualaista Açoreana als Milhafre gechartert; 22. April 1983 während eines Sturmes aufgegeben und gesunken. |
| Açor                        | 1970    | Rolandwerft, Bremen                                     | 2927 BRZ   | 1985–1994  | ex dt. Norderfehn, Anja, Cheshire Challenge; 1978 von portug. Companhia Portuguesa de Transportes Marítimos als Ilhas de S. Miguel gechartert, 1985 Ankauf Açor, erster Containerfachte der Reederei, 1991 an Portline verchartert, 1993/94 an brit. Candesca Holdings, 1999 vor Ostafrika gesunken..                                                                               |
| Corvo (4)                   | 1980    | Nobiskrug, Rendsburg                                    | 2937 BRZ   | 1989–2000  | ex dt. Stemwede, belg. Espana, Ville de Tyr, isländ. Manafoss, zypr. Orient Success, 1989 Ankauf als Corvo, 2000 bei Graciosa aufgelaufen und gesunken. |
| Furnas (2)                  | 1983    | Büsumer Werft, Büsum                                    | 4471 BRZ   | 1991–2004  | ex dt. Ostestern, israel. Zim Caribie II, Zim Napolie III, 1991 Ankauf als Furnas, 2002 durch Hydra J ersetzt, verchartert, 2004 ind. Gati Suvidha, 2010 abgewrackt. |
| Acor B                      | 1997    | Estaleiros Navais de Viana do Castelo, Viana do Castelo | 3981 BRZ   | 1997–2007  | ex panam. Priolo, 1997 Ankauf als Acor B, 2007 durch ex panam. Priolo, 1997 Ankauf alsorvo (5) ex panam. Priolo, 1997 Ankauf alsAcor B, 2007 ersetzt durch Corvo (5) , seit 2007 Lagoa der portug. Transinsular. |
| Furnas (3)                  | 1999    | Yichang Werft, China                                    | 4450 BRZ   | seit 2002  | ex dt. Hydra J, 2000 antiguan. Mekong Star, 2002 als Hydra J zunächst gechartert, 2006 dann als Furnas angekauft und 2020 in Fahrt. |
| Corvo (5)                   | 2007    | Estaleiros Navais de Viana do Castelo                   | 7064 BRZ   | seit 2007  | seit 2007 im Liniendienst zwischen Portugal und den Azoren. |